# Desa Mekarmulya (administrativ by i Indonesien, lat -6,31, long 107,23)
Desa Mekarmulya är en administrativ by i Indonesien.   Den ligger i provinsen Jawa Barat, i den västra delen av landet, 40 km öster om huvudstaden Jakarta.